# Fabian Johnson
Fabian Johnson (Munique, 11 de dezembro de 1987), é um futebolista alemão com ascendência estadunidense que atua como lateral-direito. Atualmente, joga pelo Borussia Mönchengladbach.

## Títulos

### Alemanha Sub-21
- Campeonato Europeu de Futebol Sub-21: 2009